# Синтаксис (журнал)
«Синтаксис: публицистика, критика, полемика» — журнал, издававшийся в Париже в 1978—2001 годах. Первоначально над журналом работал коллектив редакторов, в том числе Андрей Синявский; с 11 номера (1983 год) журнал выходил исключительно под редакцией Марии Розановой. Всего вышло 37 номеров журнала.
Название было перенято у одноимённого самиздатского журнала, выпускавшегося в Москве А. Гинзбургом в 1959—1960 годах.
Авторами большинства статей были Розанова и Синявский, с журналом сотрудничали А. Генис, П. Вайль, Е. Эткинд, И. Голомшток, 3. Зиник и др.
В 1980-е годы журнал вёл резкую полемику с «Континентом» Владимира Максимова.

## Публикации
https://imwerden.de/razdel-2000-str-1.html — электронная версия комплекта журнала Синтаксис